# WWF Canadian Championship
WWF Canadian Championship było krótkotrwałym tytułem mistrzowskim profesjonalnego wrestlingu promowanym przez federację World Wrestling Federation w latach 1985-86. W sierpniu 1985, World Wrestling Federation przejęło federację z Montreal, "International Wrestling" (Lutte Internationale). Po dołączeniu do rosteru WWF, główna gwiazda IW Dino Bravo była głoszona jako WWF Canadian Champion w niektórych miastach w Kanadzie do stycznia 1986, kiedy mistrzostwo zostało porzucone.

## Historia tytułu
| Nr. | Wrestler       | Panowanie | Data             | Miejsce          | Notka                                                |
| --- | -------------- | --------- | ---------------- | ---------------- | ---------------------------------------------------- |
| 1   | Dino Bravo     | 1         | 18 sierpnia 1985 | Montreal, Kanada |                                                      |
| –   | Zdezaktywowany |           | 22 stycznia 1986 |                  | Tytuł został porzucony po tym jak Bravo opuścił WWF. |